# Andrea Seculin
Andrea Seculin (Gorizia, 14 de julio de 1990) es un futbolista italiano que juega de portero en la A. C. Reggiana 1919 de la Serie B.

## Selección nacional
Fue internacional con la selección de fútbol sub-21 de Italia.

## Clubes
| Club                         | País   | Año           |
| ---------------------------- | ------ | ------------- |
| ACF Fiorentina               | Italia | 2010-2013     |
| S. S. Juve Stabia (cedido)   | Italia | 2011-2013     |
| A. C. ChievoVerona           | Italia | 2013-2021     |
| A. S. Avellino 1912 (cedido) | Italia | 2013-2014     |
| U. C. Sampdoria (cedido)     | Italia | 2019-2020     |
| S. P. A. L.                  | Italia | 2021-2022     |
| U. S. Pistoiese 1921         | Italia | 2022          |
| Modena F. C.                 | Italia | 2022-2024     |
| F. C. Trapani 1905           | Italia | 2024-2025     |
| Modena F. C. (cedido)        | Italia | 2025          |
| A. C. Reggiana 1919          | Italia | 2025-presente |